# Cuglieri
Cuglieri ist eine italienische Gemeinde (comune) mit 2446 Einwohnern (Stand 31. Dezember 2023) in der Provinz Oristano auf Sardinien. Die Gemeinde liegt etwa 31 Kilometer nördlich von Oristano am Monte Ferru.

## Geschichte
Als eine der wichtigsten archäologischen Fundstätten zeigt das Gemeindegebiet bereits eine antike Besiedlung auf. Es handelt sich dabei um die punische Siedlung Cornus, die mit Hampsicora einen karthagischen Anführer hervorgebracht hat, der den Aufstand gegen Rom um 215 v. Chr. führte.

## Verkehr
Durch die Gemeinde führt die Strada Statale 292 Nord Occidentale Sarda von Oristano Richtung Alghero.

## Einzelnachweise

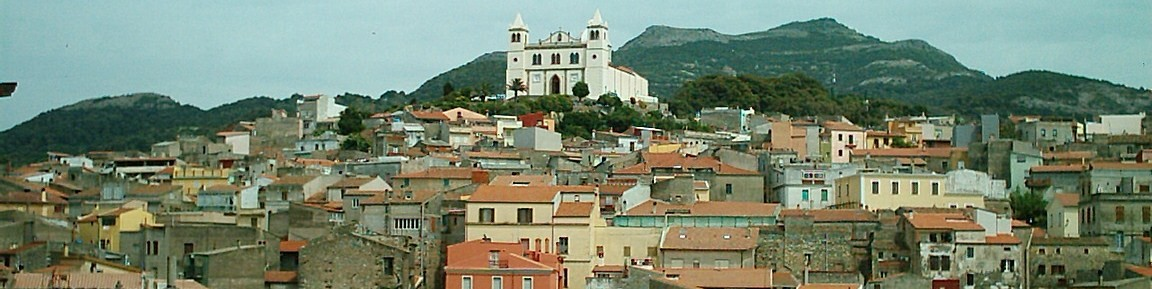
Panorama von Cuglieri mit er Basilika Santa Maria della Neve